# Avenida Presidente Tancredo de Almeida Neves
Die Avenida Presidente Tancredo de Almeida Neves (oder kurz: Avenida Tancredo Neves) ist eine Hauptstraße der brasilianischen Großstadt Coronel Fabriciano (im Bundesstaat Minas Gerais). Sie ist nach dem ehemaligen Staatspräsidenten Tancredo Neves benannt.
Sie beginnt an der alten Brücke, die den Ort Timóteo mit der Stadt verbindet und endet an der Grenze zu Ipatinga am Hügel des Landschaftsparks Usipa, wo sie in die Avenida Pedro Linhares Gomes mündet. Dabei durchquert sie die Stadtteile Caladinho, Bom Jesus, Centro, Giovannini und Todos os Santos.
Die Straße ist Teil der Rodovia Fernão Dias (BR-381), die durch die Stadt führt. Neben mehreren Niederlassungen von Autohändlern ist auch das Centro Universitário do Leste de Minas Gerais Anrainer.
Vor Kurzem unterzeichneten die Präfektur von Coronel Fabriciano und das Departamento Nacional de Infraestrutura de Transportes (Dnit) ein Abkommen, das die Abstufung der Straße auf Gemeindeebene vorsieht.

## Fotos

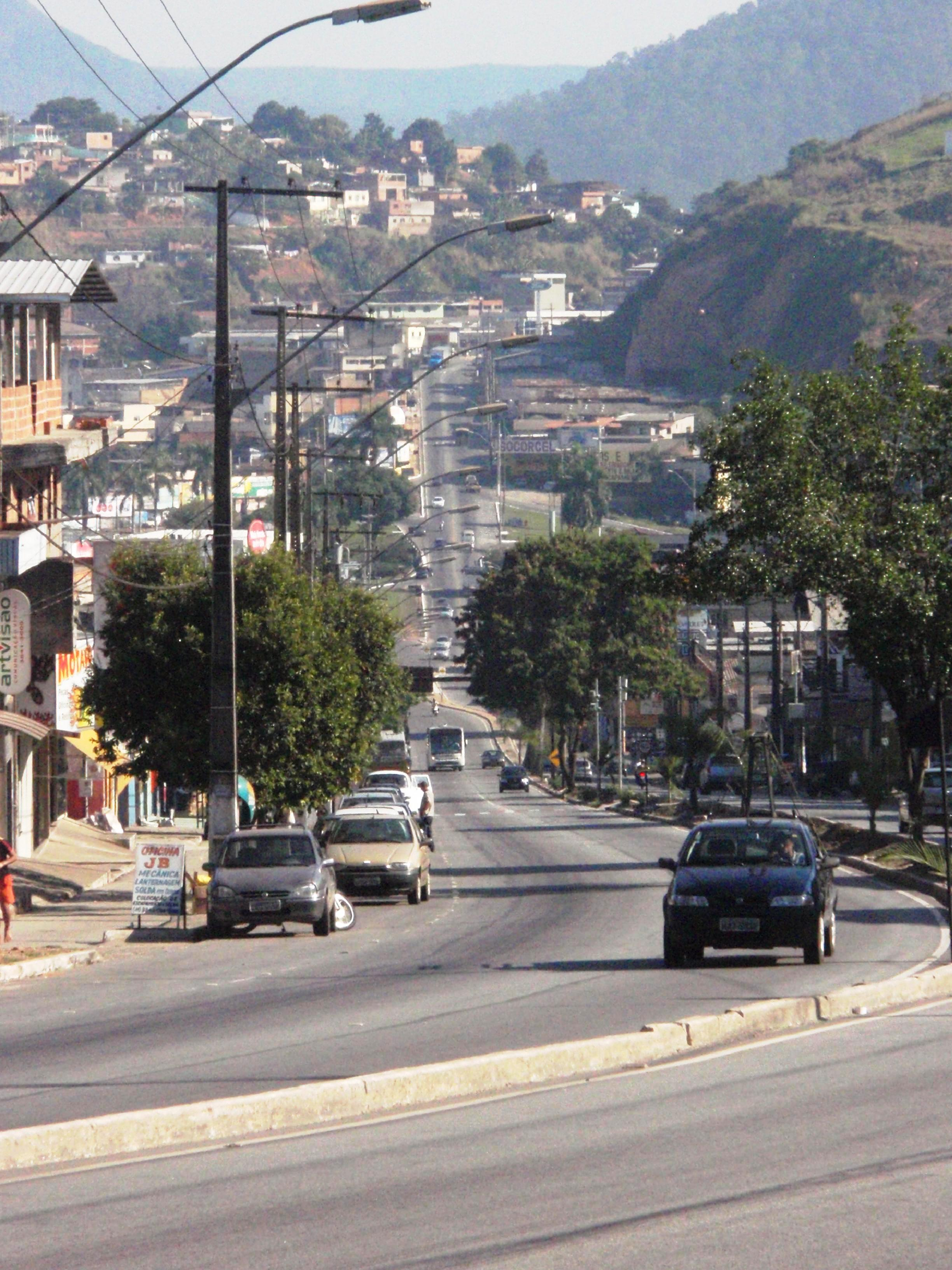
Gesamtansicht
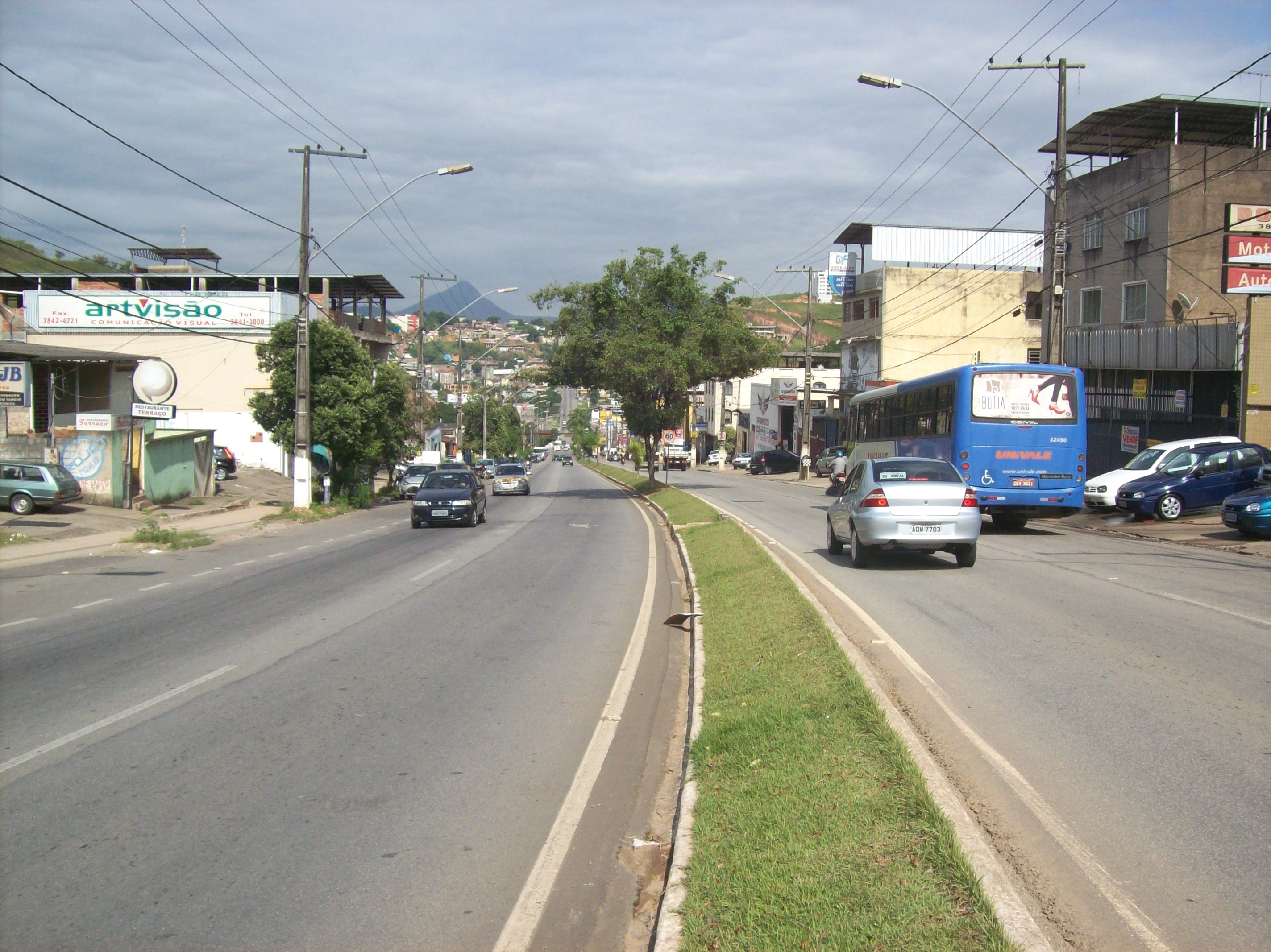
Die Avenida nahe dem Stadtteil Bom Jesus
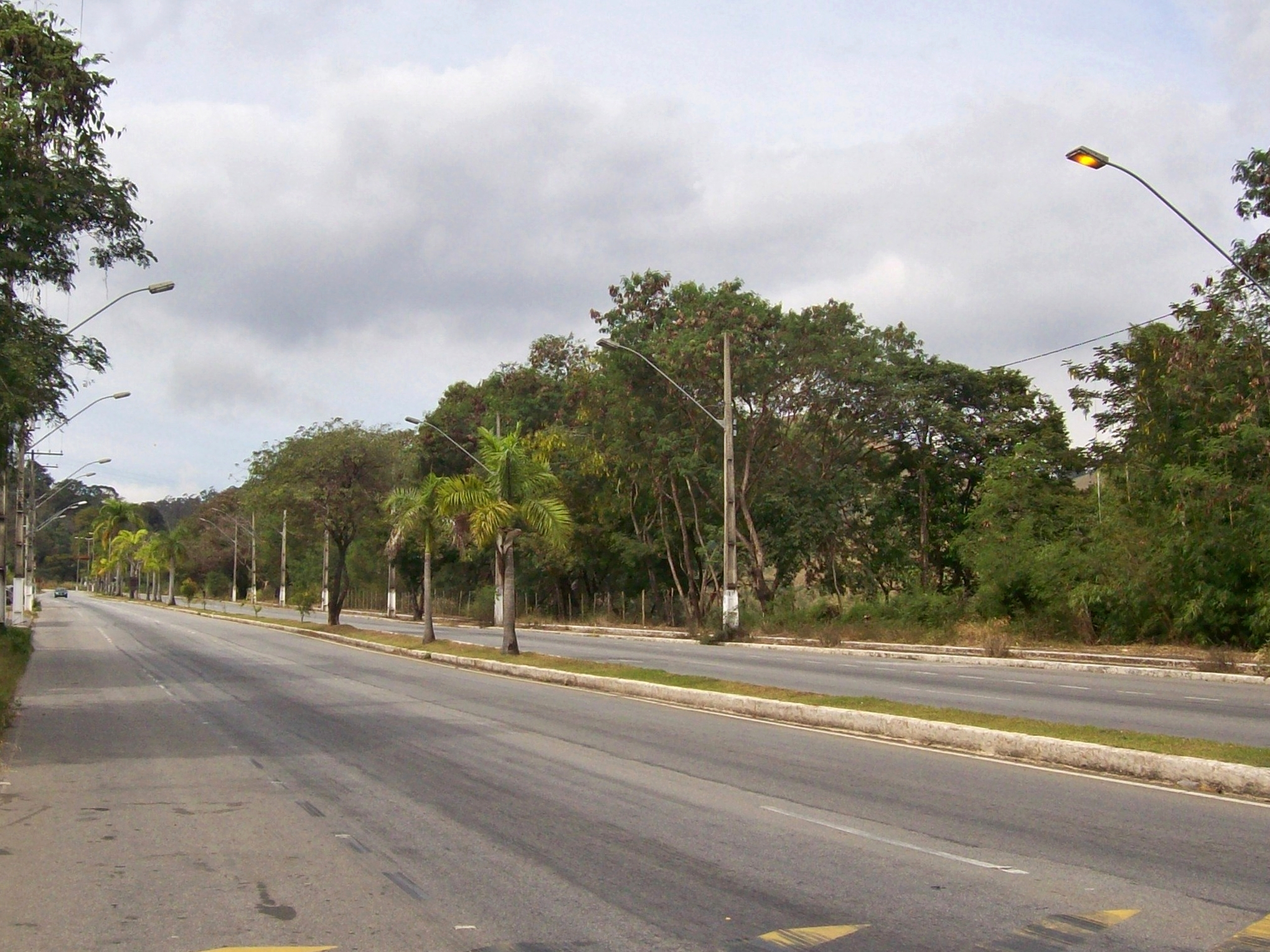
Das Ende der Straße an der Grenze zwischen Coronel Fabriciano und Ipatinga